# Гету Фелеке
Гету Фелеке — эфиопский бегун на длинные дистанции, который специализируется в марафоне. Победитель Амстердамского марафона 2010 года с результатом 2:05.44. В 2012 году занял 2-е место на Роттердамском марафоне с личным рекордом — 2:04.50 — это 15-е место в списке самых быстрых марафонцев в истории.
На олимпийских играх 2012 года не смог закончить марафонскую дистанцию. Занял 3-е место на Монтферландском пробеге 2012 года с результатом 42.53.
В 2010 году на Рас-эль-Хаймском полумарафоне занял 4-е место с личным рекордом — 59.56.

## Сезон 2014 года
13 апреля выиграл Венский марафон с рекордом трассы — 2:05.41.